# Cases de dracs

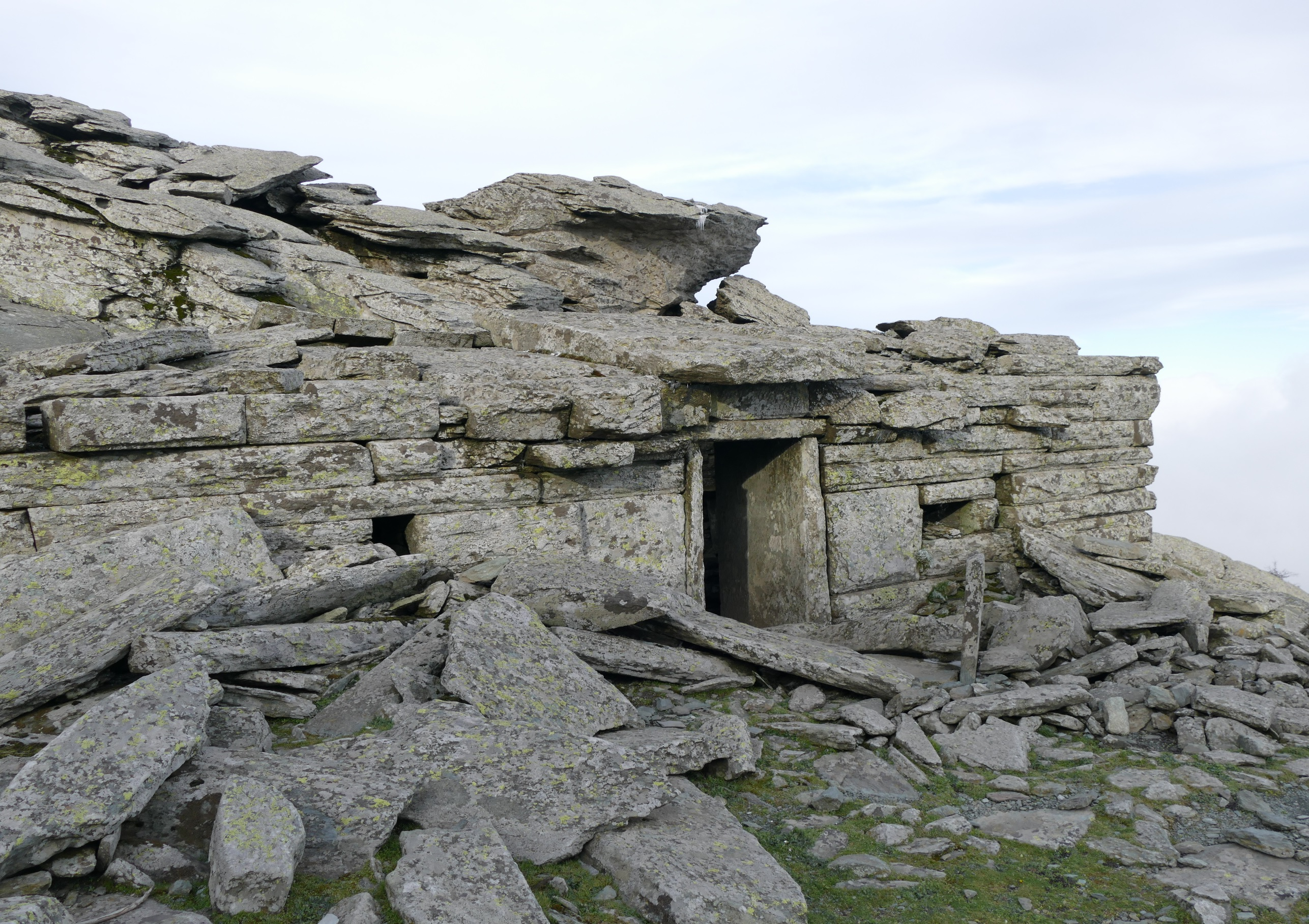
Casa de drac de la muntanya Oque (vista des del sud)

Les cases de dracs (grec: δρακόσπιτα o bé δραγκά) són un total de vint edificis de pedra de planta rectangular en estat ruïnós situades al sud de l'illa d'Eubea, a Grècia. Són construïdes amb grans blocs de pedra seca, sense morter, i amb lloselles de pedra per als sostres.
La més famosa i millor conservada és la Casa del Drac del Mont Oque (grec: Δρακόσπιτο της Όχης), al nord de Carist. Hi ha altres cases notables a Palli-Lakka i Kapsala. En el folklore local el terme «dracs» no sols designa rèptils monstruosos, sinó també éssers amb poders sobrehumans.
No hi ha consens respecte a la identitat de qui les va construir, ni sobre la datació. No apareixen a les fonts clàssiques; la primera notícia és del geòleg, viatger i escriptor britànic del segle xviii John Hawkins. Després, la primera descripció detallada és de 1842, de l'arqueòleg alemany H. N. Ulrichs. El classicista francés Jules Girard visità Eubea a final del segle xix i descrigué les cases de drac de l'Oque, i feu moltes descripcions de les tres cases de drac de Palli-Lakka.
L'arqueòleg suís Karl Reber ha catalogat tots els edificis identificats i n'ha publicat un informe el 2010.

## Galeria

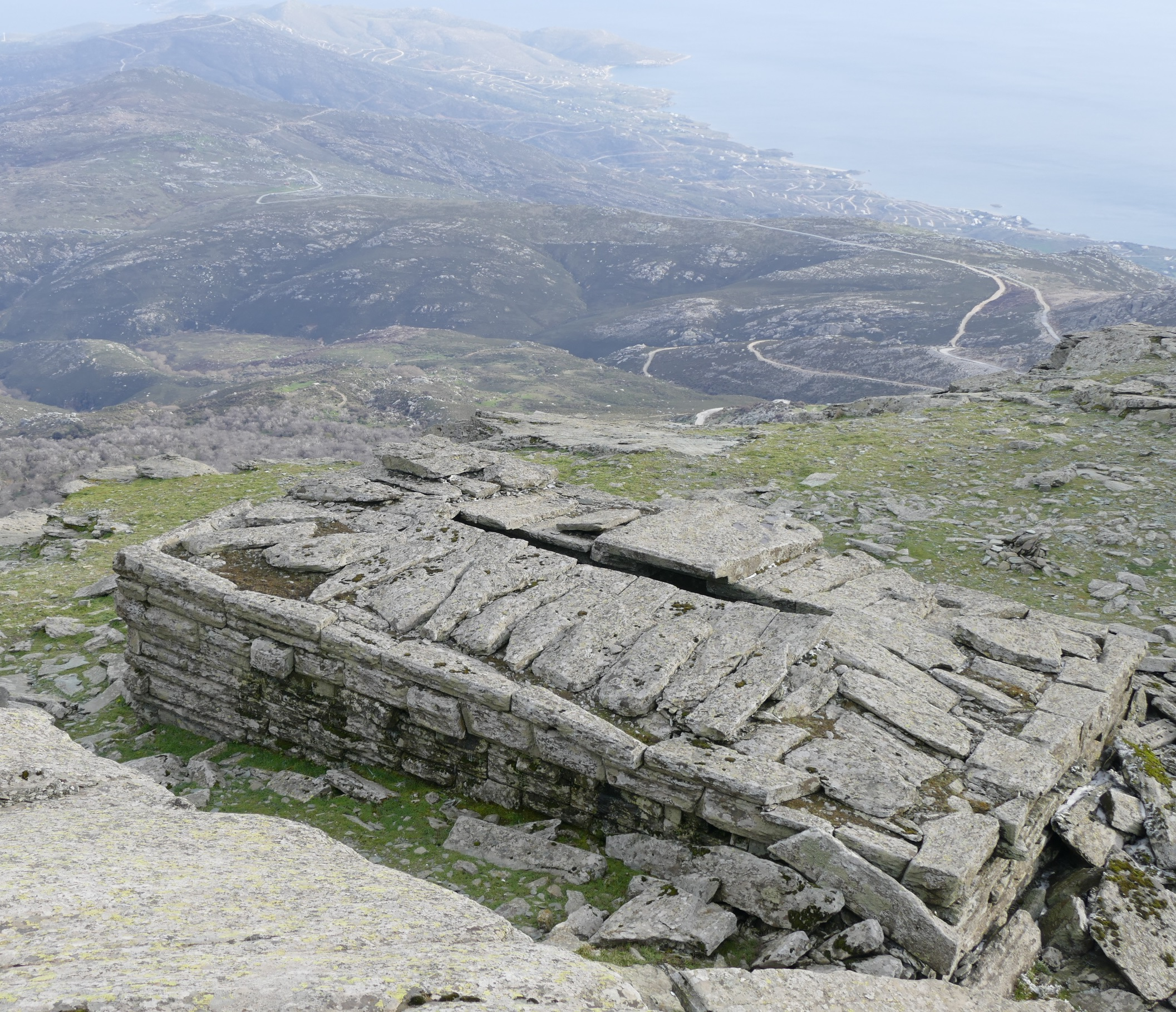
Oque (des del nord)
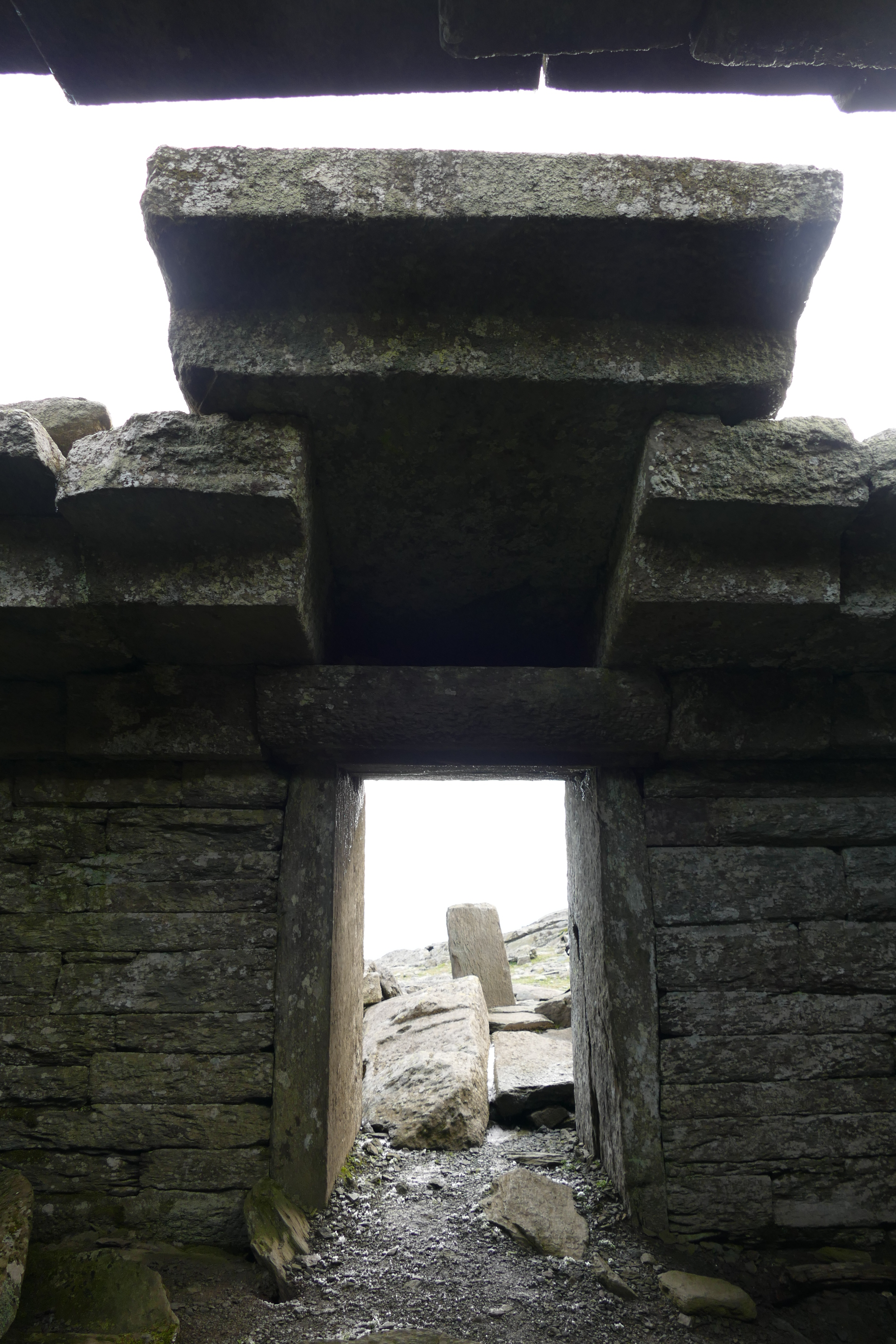
Oque (interior)
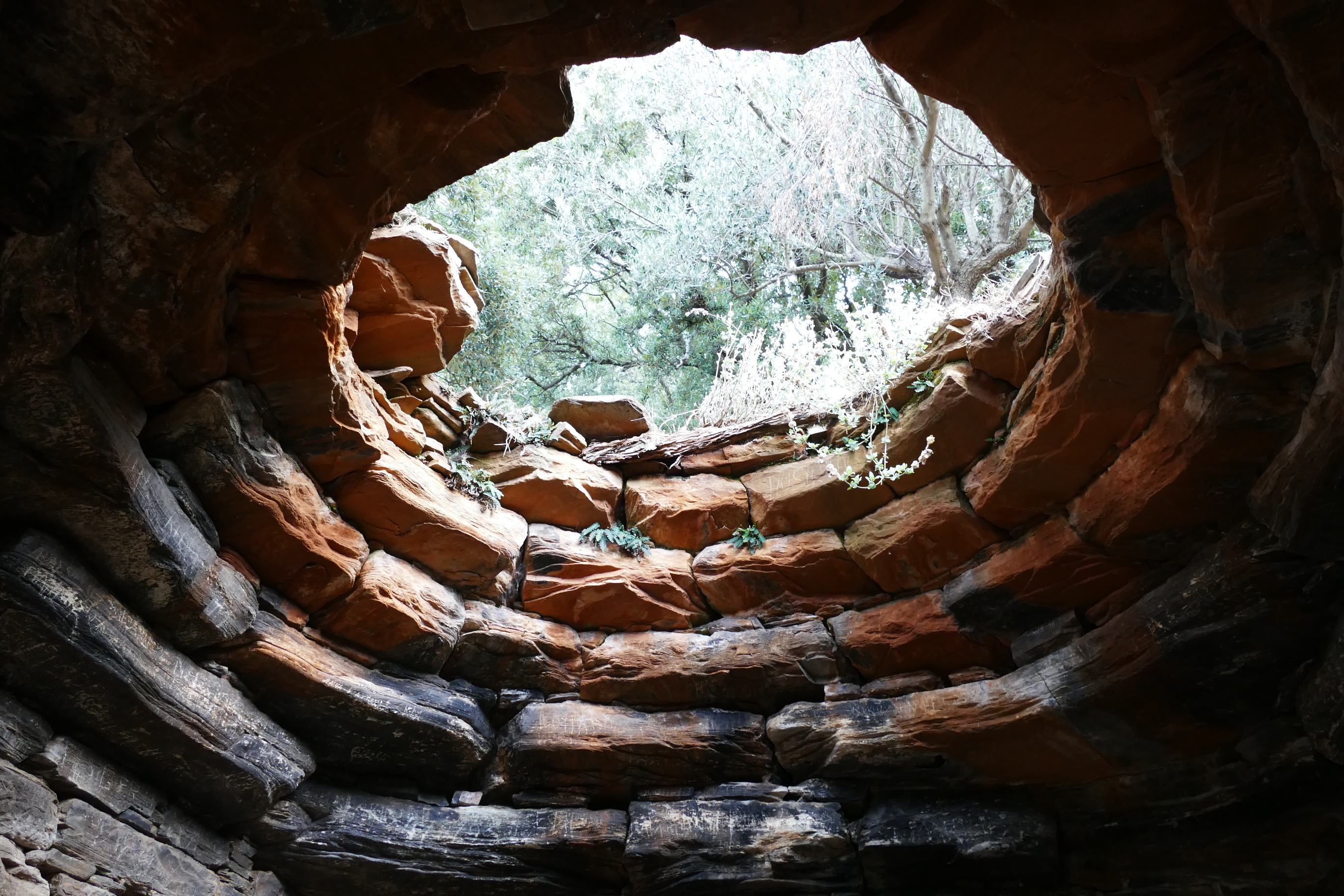
Palli-Lakka (des de l'est)
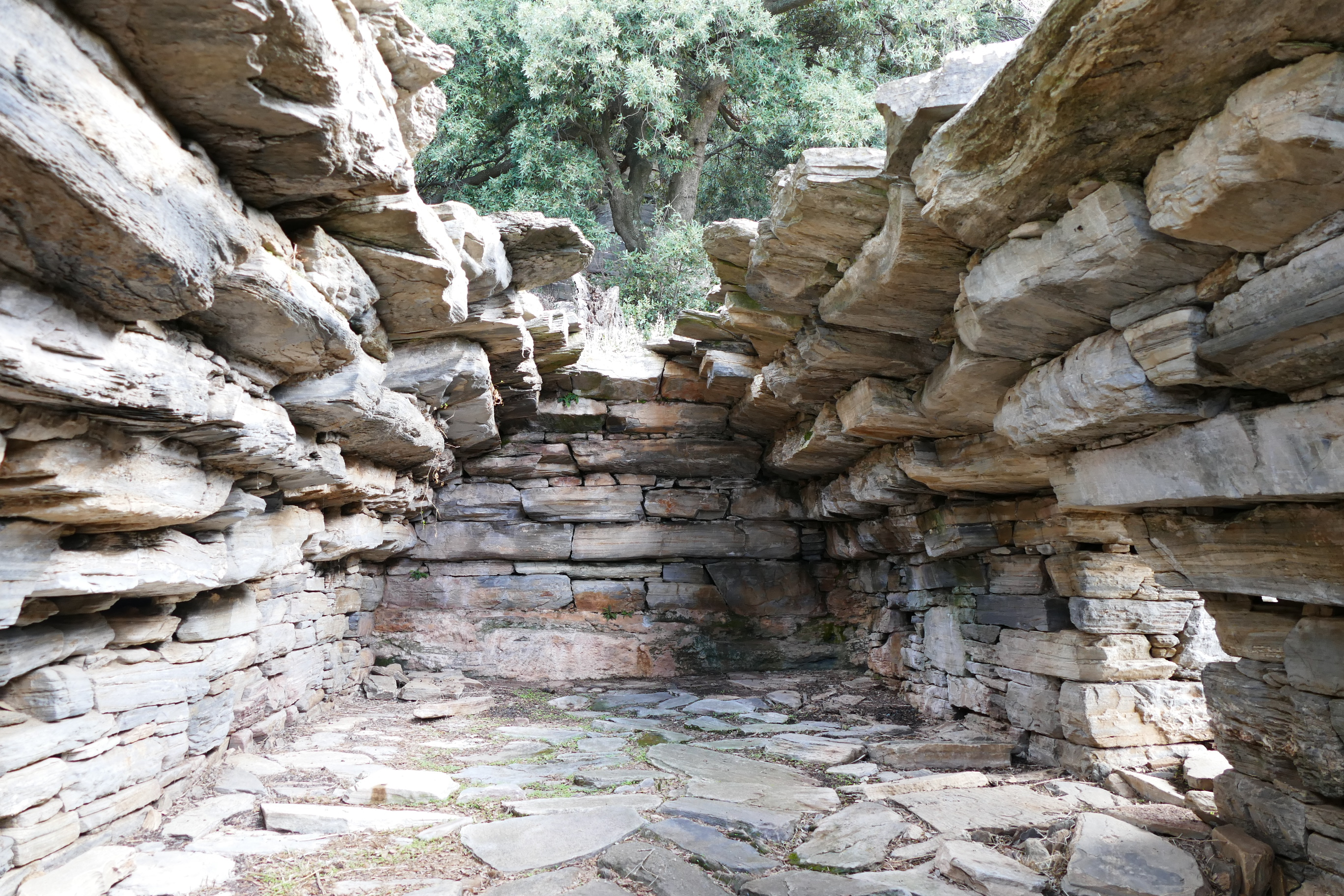
Palli-Lakka (des del nord)
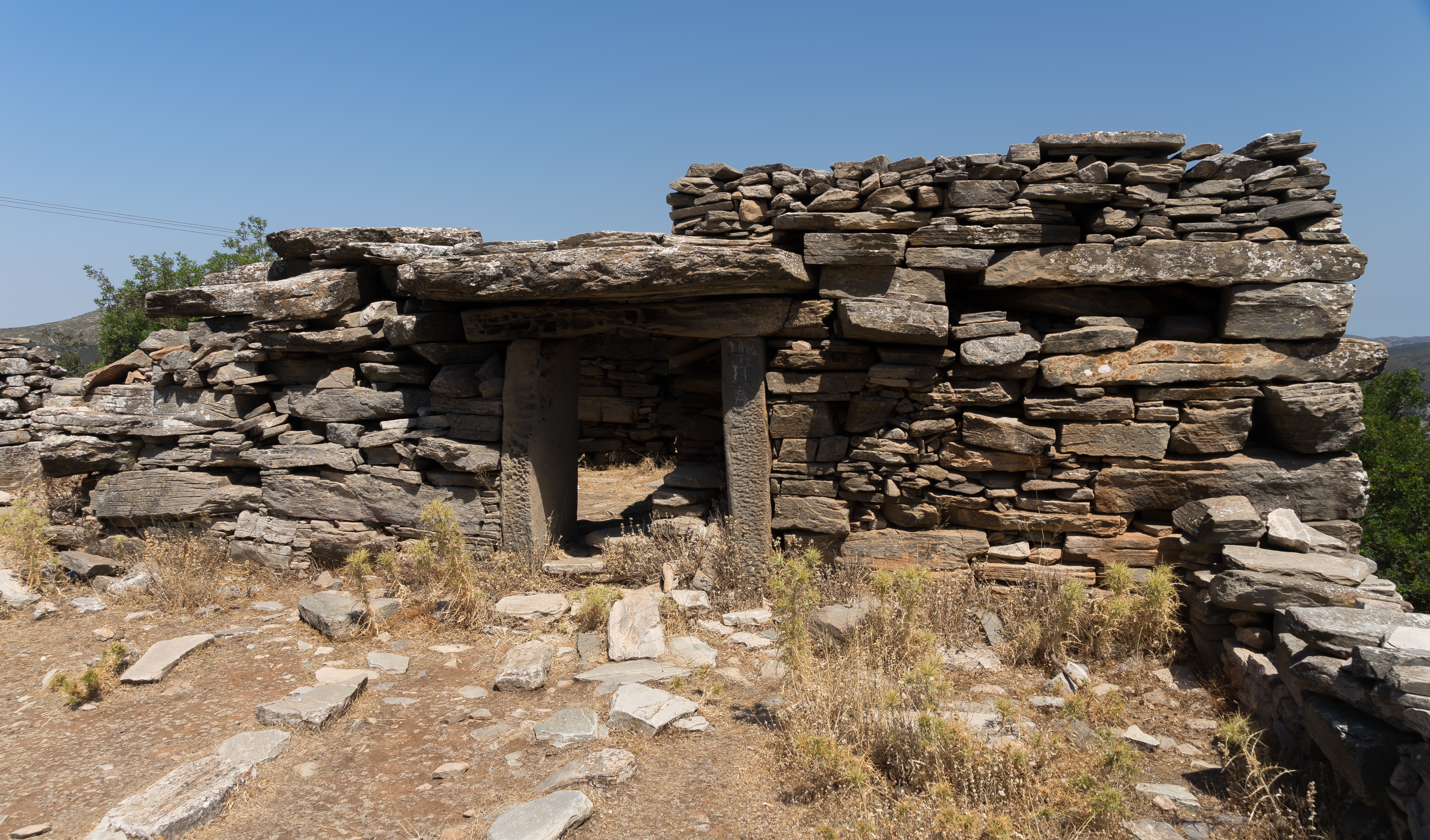
Kapsala